# HD 113703
HD 113703 (f Centauri) é um sistema estelar triplo na constelação de Centaurus. Possui uma magnitude aparente visual de 4,70, sendo visível a olho nu em locais com pouca poluição luminosa. Com base em sua paralaxe de 8,36 milissegundos de arco, está localizado a uma distância de aproximadamente 390 anos-luz (120 parsecs) da Terra. É um dos sistemas observados pela sonda Hipparcos com a menor variação de magnitude, com amplitude não maior que 0,01. O sistema é membro do subgrupo Centaurus Inferior-Crux da associação Scorpius–Centaurus, a associação OB mais próxima do Sol.
O componente primário do sistema f Centauri, componente A, é uma estrela de classe B da sequência principal com um tipo espectral de B5V. Tem uma massa de 5 vezes a massa solar, raio de 3,3 raios solares e está brilhando com 590 vezes a luminosidade solar. Sua fotosfera irradia essa energia a uma temperatura efetiva de 15 850 K, dando à estrela a coloração azul-branca típica de estrelas de classe B. Está girando rapidamente com uma velocidade de rotação projetada de 216 km/s.
A uma distância angular de 11,4 segundos de arco na esfera celeste está o componente B do sistema, uma estrela de classe K da pré-sequência principal com um tipo espectral de K0Ve e magnitude aparente de 10,8. Tem uma massa de 0,98 massas solares e está brilhando com 0,76 vezes a luminosidade solar, a uma temperatura efetiva de 5 129 K. É uma estrela variável do tipo BY Draconis, em que a variabilidade é causada por manchas estelares na superfície, que entram e saem da linha de visão da Terra conforme a estrela rotaciona. Apresenta uma variação de magnitude de 0,05 com um período de 8,0 dias (que é também o período de rotação da estrela). Está a uma separação projetada de 1 446 UA do componente primário.
O componente C do sistema também provavelmente é uma estrela da pré-sequência principal e está separado do primário por 1,551 segundos de arco, o que equivale a 197 UA. É considerado um pouco menor que o componente B, com uma massa de 90% da massa solar, luminosidade de 48% da solar e temperatura de 5 000 K.
O sistema pode conter outros membros. Um estudo de 2012 detectou variações na velocidade radial da estrela primária indicativas de uma binária espectroscópica de linha única, e uma pesquisa interferométrica de 2013 detectou um objeto a uma separação de 8,84 milissegundos de arco da primária, o que corresponde a 1,12 UA. O segundo lançamento de dados da sonda Gaia lista uma estrela de magnitude 14,8 (magnitude G) a uma separação de 27,8 segundos de arco da primária, possuindo paralaxe e movimento próprios iguais ao do sistema.
Os componentes B e C já foram detectados como fontes de raios X, com luminosidades nessa faixa de 1,58×1030 e 6,31×1029 erg/s respectivamente, o que é esperado para estrelas de baixa massa. O componente A não apresenta luminosidade de raios X detectável.